# The Man in Possession
The Man in Possession è un cortometraggio muto del 1915 diretto da W.P. Kellino. Fu l'esordio cinematografico di Lupino Lane.

## Produzione
Il film fu prodotto dalla Homeland.

## Distribuzione
Distribuito dalla Globe, il film - un cortometraggio in tre bobine - uscì nelle sale cinematografiche britanniche nel settembre 1915.